# Brasão de armas da Guiné
O brasão de armas da Guiné foi adoptado em 1984 e apresenta uma pomba com um ramo de oliveira no bico sobre uma espada e uma arma de tiro. O escudo apresenta as cores do país e debaixo dele, uma fita com o lema em francês: Travail, Justice, Solidarité (em português: Trabalho, Justiça, Solidariedade).